# Георгиев, Камен
Ка́мен Гео́ргиев (болг. Камен Георгиев; род. София) — болгарский самбист и боец смешанного стиля, представитель средней и полутяжёлой весовых категорий. Обладатель Кубка мира по боевому самбо, трёхкратный бронзовый призёр чемпионатов мира, дважды серебряный и трижды бронзовый призёр чемпионатов Европы. С 2007 года выступает в ММА на профессиональном уровне.

## Биография
Родился в Софии. Окончил Софийский университет.

### Боевое самбо
Первого серьёзного успеха на взрослом международном уровне добился в боевом самбо в сезоне 2007 года, когда вошёл в основной состав болгарской национальной сборной и выступил на домашнем чемпионате Европы в Правце, где стал серебряным призёром в средней весовой категории — в финале его остановил представитель Украины Александр Коломиец. Также побывал на чемпионате мира в Праге, откуда привёз награду бронзового достоинства, выигранную в полутяжёлом весе.
В 2010 году на европейском первенстве по самбо в Минске взял бронзу в категории до 100 кг. Год спустя получил бронзу на мировом первенстве в Вильнюсе в категории до 90 кг. Ещё через год на чемпионате Европы в Москве выиграл серебряную медаль — в финальном решающем поединке уступил россиянину Султану Алиеву. В 2014 году стал обладателем Кубка мира по самбо, тогда как на европейском первенстве в Бухаресте был бронзовым призёром, в следующем сезоне на аналогичных соревнованиях в хорватском Загребе вновь занял третье место. На домашнем чемпионате мира 2016 года в Софии удостоился бронзовой награды в зачёте полутяжёлой весовой категории.

### Смешанные единоборства
Начиная с 2007 года регулярно выступал в смешанных единоборствах. Дрался преимущественно в местных болгарских промоушенах, также выступал в России, Румынии, Боснии и Герцеговине, Австрии, Англии, Сербии. Выходил на ринг довольно часто, хотя уровень его оппозиции был не очень высок. Георгиеву доводилось драться с именитыми соотечественниками Станиславом Недковым и Благим Ивановым, но обоим он проиграл нокаутом. Всего в течение десяти лет провёл на профессиональном уровне 36 поединков, из них 25 выиграл, 10 проиграл, в одном случае была зафиксирована ничья.
В 2016 году стал чемпионом мира по ММА в полутяжёлой весовой категории при версии ISFA.

### Прочие дисциплины
Помимо самбо и ММА, Камен Георгиев также серьёзно занимался грэпплингом, ушу-саньда, рукопашным боем. Является двукратным чемпионом мира по борьбе, двукратный чемпион мира и двукратный чемпион Европы по саньда, обладатель серебряной медали европейского первенства по рукопашному бою. В 2016 году завоевал бронзовую медаль на чемпионате мира по панкратиону по правилам UWW.

## Статистика в профессиональном ММА
| Боёв 33  | Побед 23 | Поражений 9 |
| -------- | -------- | ----------- |
| Нокаутом | 8        | 3           |
| Сдачей   | 9        | 3           |
| Решением | 6        | 3           |
| Ничьи    | 1        | 1           |

| Результат | Рекорд  | Соперник               | Способ                       | Турнир                                    | Дата             | Раунд | Время | Место                         | Примечание        |
| --------- | ------- | ---------------------- | ---------------------------- | ----------------------------------------- | ---------------- | ----- | ----- | ----------------------------- | ----------------- |
| Победа    | 25-10-1 | Юрий Горобенко         | Сдача (удержание пальца)     | ISFA 2: Gorbenko vs. Georgiev             | 17 сентября 2016 | 3     | 2:32  | Благоевград, Болгария         |                   |
| Победа    | 24-10-1 | Андрей Петре Настак    | Сдача (гильотина)            | Maxfight: Warriors 38                     | 26 апреля 2016   | 1     | 2:46  | Варна, Болгария               |                   |
| Победа    | 23-10-1 | Эмил Пловдив           | TKO (удары руками)           | Twins MMA                                 | 2 апреля 2016    | 1     | 2:05  | Велико-Тырново, Болгария      |                   |
| Победа    | 22-10-1 | Айдан Айдан            | Единогласное решение         | Twins MMA                                 | 26 сентября 2015 | 3     | 5:00  | Горна-Оряховица, Болгария     |                   |
| Поражение | 21-10-1 | Томислав Спахович      | Единогласное решение         | FFC07: Sarajevo                           | 13 марта 2015    | 3     | 5:00  | Сараево, Босния и Герцеговина | [ 1 ] [ 2 ] [ 3 ] |
| Победа    | 21-9-1  | Лазар Тодев            | Единогласное решение         | Twins MMA 8: Dimitrov vs. Plasaris        | 13 декабря 2014  | 3     | 5:00  | София, Болгария               |                   |
| Победа    | 20-9-1  | Георгий Димитров       | Сдача (удушение сзади)       | Twins MMA 7: Dimitrov vs. Anagnostopoulos | 2 октября 2014   | 1     | 4:55  | София, Болгария               |                   |
| Победа    | 19-9-1  | Милан Симонович        | Сдача (треугольник руками)   | Arena MMA Plovdiv: Fight Night 3          | 20 сентября 2014 | 2     | 0:35  | Пловдив, Болгария             |                   |
| Победа    | 18-9-1  | Христо Йорданов        | Сдача (удушение сзади)       | Arena MMA Plovdiv: Fight Night 1          | 7 марта 2014     | 3     | 2:32  | Пловдив, Болгария             |                   |
| Победа    | 17-9-1  | Милош Дойчинович       | Сдача (удушение сзади)       | Twins MMA 4: Nobrega vs. Mitkov           | 6 февраля 2014   | 2     | 1:50  | София, Болгария               |                   |
| Победа    | 16-9-1  | Жолт Балла             | Единогласное решение         | Romanian Xtreme Fighting 7                | 27 сентября 2013 | 3     | 5:00  | Питешти, Румыния              |                   |
| Победа    | 15-9-1  | Марко Радулович        | KO (ногой в голову)          | MMA Ultimate Fighting 1                   | 21 сентября 2013 | 1     | 1:00  | Димитровград, Сербия          |                   |
| Победа    | 14-9-1  | Веселин Парашкевов     | Сдача (удушение сзади)       | TWINS MMA-2                               | 8 июня 2013      | 1     | 4:25  | София, Болгария               |                   |
| Победа    | 13-9-1  | Даниел Илиев           | Сдача (удушение сзади)       | TWINS MMA-1 and Max Fight-31              | 1 марта 2013     | 2     | 2:45  | София, Болгария               |                   |
| Победа    | 12-9-1  | Симеон Кичуков         | TKO (удары руками)           | BMMAF: Max Fight 29                       | 2 авг 2012       | 2     | 3:41  | Свети-Влас, Болгария          |                   |
| Поражение | 11-9-1  | Эмил Захариев          | TKO (удары руками)           | BMMAF: Max Fight 28                       | 16 июня 2012     | 2     | 4:28  | София, Болгария               |                   |
| Поражение | 11-8-1  | Юрий Горбенко          | KO (удар рукой)              | FDI Real Kech: Battle of Sofia            | 17 сентября 2011 | 3     | N/A   | София, Болгария               |                   |
| Победа    | 11-7-1  | Александр Козенко      | TKO (удары руками)           | FDI Real Kech: Battle of Sofia            | 17 сентября 2011 | 1     | N/A   | София, Болгария               |                   |
| Победа    | 10-7-1  | Пётр Адамчук           | Сдача (рычаг локтя)          | EMMA: Explosive 1                         | 21 мая 2011      | 1     | 3:02  | Брадфорд, Англия              |                   |
| Победа    | 9-7-1   | Аутимио Антониа        | KO (ногой в голову)          | Victory Combat Sports 1                   | 20 марта 2011    | 1     | 2:02  | Вена, Австрия                 |                   |
| Поражение | 8-7-1   | Бага Агаев             | Сдача (рычаг локтя)          | RPC 10: Rising Force                      | 18 февраля 2011  | 1     | 3:10  | София, Болгария               |                   |
| Победа    | 8-6-1   | Юлиан Чиликов          | TKO (удары руками)           | RPC 9: Collision                          | 9 октября 2010   | 2     | 2:11  | София, Болгария               |                   |
| Победа    | 7-6-1   | Кэтэлин Змэрэндеску    | Единогласное решение         | Local Kombat: Bătălia Balcanilor          | 16 июля 2010     | 2     | 5:00  | Констанца, Румыния            |                   |
| Победа    | 6-6-1   | Станое Иванов          | KO (удары руками)            | RPC: Domination                           | 4 апреля 2010    | 1     | 4:00  | София, Болгария               |                   |
| Поражение | 5-5-1   | Эмил Захариев          | Сдача (скручивание пятки)    | 2009 BMMAF: Warriors 12                   | 21 ноября 2009   | 1     | 3:59  | Русе, Болгария                |                   |
| Победа    | 5-4-1   | Александр Радосавлевич | Единогласное решение         | WFC 7                                     | 4 апреля 2009    | 3     | 5:00  | София, Болгария               |                   |
| Ничья     | 4-4-1   | Эмил Захариев          | Ничья                        | BMMAF: Warriors 6                         | 8 ноября 2008    | 2     | 5:00  | Стара-Загора, Болгария        |                   |
| Победа    | 4-4     | Станимир Петров        | Сдача (удушение сзади)       | BMMAF: Warriors 5                         | 28 сентября 2008 | 1     | 4:12  | Пловдив, Болгария             |                   |
| Поражение | 3-4     | Георгий Тодорчев       | Раздельное решение           | BMMAF: Warriors 4                         | 3 августа 2008   | 2     | 5:00  | Свети-Влас, Болгария          |                   |
| Поражение | 3-3     | Роман Савочка          | Сдача (замок ахилла)         | WAFC: World Pankration Championship 2008  | 24 мая 2008      | 1     | 0:50  | Хабаровск, Россия             |                   |
| Победа    | 3-2     | Башир Ямилханов        | KO (соккер-кик)              | WAFC: World Pankration Championship 2008  | 24 мая 2008      | 1     | 4:50  | Хабаровск, Россия             |                   |
| Поражение | 2-2     | Благой Иванов          | TKO (остановлен секундантом) | Fitness Mania                             | 13 октября 2007  | 1     | 5:00  | Пазарджик, Болгария           |                   |
| Победа    | 2-1     | Эмил Захариев          | Решение судей                | Shooto Bulgaria                           | 2 октября 2007   | 2     | 5:00  | Болгария                      |                   |
| Победа    | 1-1     | Ивор Маринчев          | Сдача (удушение сзади)       | Day of the champions-2                    | 15 сен 2007      | 1     | 4:02  | Хасково, Болгария             |                   |
| Поражение | 0-1     | Станислав Недков       | TKO (удары руками)           | Shooto-2, Bulgaria                        | 12 мая 2007      | 1     | 2:11  | Пазарджик, Болгария           |                   |